# Motorový vůz M 221.1
Motorový vůz M 221.1 byl čtyřnápravový motorový vůz se dvěma hnacími agregáty a elektrickým přenosem výkonu. Výrobcem byla Královopolská strojírna, která roku 1930 dodala dva vozy.

## Technický popis
Byly to velké vozy se dvěma otočnými podvozky s rozvorem 3 100 mm. Otočný čep byl uložen mimo střed – 1 700 mm od prvního dvojkolí. V každém podvozku byl uložen čtyřdobý zážehový řadový šestiválec s vrtáním válců 120 mm a zdvihem pístů 150 mm. Vznikl vývojem z menšího motoru, který byl použit u řady M 140.2. Při 1 500 ot/min. dával výkon 90 koní a poháněl derivační stroj – hlavní generátor. První nosné dvojkolí podvozků mělo průměr 850 mm a druhé, hnací dvojkolí, na němž byl tlapově zavěšen trakční motor, mělo průměr 1 000 mm. 
Výrobce uvedl do čs. provozu opět nový systém elektrického přenosu výkonu, a to soustavu BBC. Tato úprava přenosu byla dokonalejší než dosud používané soustavy Gebus nebo Škoda, ovšem opět za cenu větší složitosti. Hlavní generátor měl kromě vlastního derivačního buzení ještě cizí buzení z baterií. Do vlastního derivačního buzení byl stejně jako do obvodu cizího buzení zapojen stupňový odpor. Důležitým automatickým prvkem v této soustavě přenosu byl regulační kontrolér, který reagoval na impulsy relé (v podstatě to byl wattmetr), a to v každém případě, kdy došlo k porušení výkonové rovnováhy v soustrojí motor – hlavní generátor. V případech, kdy hlavní generátor vykazoval větší výkon než motor, zařazoval regulační kontrolér do série další odpory, a to v obou větvích buzení nebo při nižším výkonu motoru naopak tak, aby hlavní generátor pracoval na potřebné charakteristice. Pro každý jízdní stupeň bylo nutno nastavit též ještě zvláštní odpor ovládaný přímo jízdním kontrolérem ze stanoviště strojvedoucího.
Skříň vozů byla na čelních plošinách zúžena a prostor pro strojvedoucího byl oddělen zábradlím. Oddíl pro cestující byl rozdělen příčkou na dvě části a byl vytápěn výfukovými plyny od spalovacích motorů. Při úpravě sedadel 3 + 2 měly vozy 75 míst k sedění. Do menší části oddílu zasahovala prostorově v rohu vestavěná toaleta a do větší části oddílu na shodné straně v rohu zavazadlový oddíl. Ten byl uzamykatelný z čelní plošiny a byly v něm ještě dvě sklopné lavice s místy 3 + 2.
Tyto motorové vozy připomínaly svým vzhledem, zvlášť úpravou chladičů na střeše, první německé motorové vozy. Robustní, dlouhé a těžké nemohly proniknout do dopravy na místních drahách a pro hlavní tratě měly opět malý výkon i rychlost.
Vůz M 221.101 byl vyřazen v roce 1944, M 221.102 byl roku 1947 přestavěn na přípojný vůz.